# Бензиламін
Бензиламін (фенілметиламін, α-амінотолуен) — орананічна сполука з класу амінів з формулою {\displaystyle {\ce {C6H5CH2NH2}}}.

## Фізичні властивості
За стандартних умов, бензиламін є безбарвною рідиною зі слабким амінним запахом. Змішується з водою, етанолом та діетиловий етером.

## Отримання
Бензиламін отримують взаємодією бензилхлориду з аміаком:
{\displaystyle {\ce {C6H5CH2Cl + NH3 -> C6H5CH2NH2 + HCl}}}
Інший спосіб полягає у гідрогенуванні бензонітрилу у присутності каталізатора:
Також, бензиламін можна синтезувати реакцією бензальдегіду з аміаком і гідрогеном у присутності нікеля Ренея:
{\displaystyle {\ce {C6H5CHO + H2 + NH3 ->[Ni]C6H5CH2NH2 + H2O}}}

## Хімічні властивості

### Реакції аміногрупи
Бензиламін є основою, сильнішою за ізомерні толуїдини. Взаємодіє з вуглекислим газом на повітрі:
{\displaystyle {\ce {C6H5CH2NH2 + CO2 -> C6H5CH2NHCOOH}}}
Як і інші аміни, може ацилюватися. Наприклад, при взаємодії з безводною оцтовою кислотою утворюється N-ацетилбензиламін:
{\displaystyle {\ce {C6H5CH2NH2 + CH3COOH -> C6H5CH2NHCOCH3 + H2O}}}
Реагує з ізоціанатами, утворюючи похідні карбаміду:
{\displaystyle {\ce {C6H5CH2-NH2 + CO=N-R -> C6H5CH2 NH-CO-NH-R}}}

### Реакції ароматичного кільця
При нітруванні утворюються суміш з 8% 2-нітробензиламіну, 49% 3-нітробензиламін і 43% 4-нітробензил аміну:
{\displaystyle {\ce {C6H5CH3NH2 + HNO3 -> NO2-C6H4CH2NH2 + H2O}}}
Гідрогенування у присутності каталізатора дає гекогідробензиламін:
{\displaystyle {\ce {C6H5CH2NH2 + 3H2 ->C6H11CH2NH2}}}

## Використання
Використовується як інгібітор корозії, у синтетичних текстилях, у фарбах, як проміжнийи продукт у синтезі лікарських засобів і сполук для захисту рослин.